# Разин, Виктор Ефимович
Виктор Ефимович Разин (2 сентября 1925 — 22 января 1997) — командир отделения 16-й гвардейской механизированной бригады 6-го гвардейского механизированного корпуса 4-й танковой армии 1-го Украинского фронта, гвардии сержант. Герой Советского Союза. Полковник внутренней службы.

## Биография
Родился 2 сентября 1925 года в селе Кожаки в крестьянской семье. Русский.
Окончил шесть классов средней школы. Работал в колхозной кузнице. 
Летом 1941 года поступил в школу фабрично-заводского обучения в Омске, после окончания которой работал слесарем на заводе им. Баранова.
Летом 1943 года добровольцем вступил в РККА. Окончил школу снайперов в звании младший сержант. В боях Великой Отечественной войны — с октября 1943 года. Воевал на 1-м Украинском фронте. Боевое крещение получил под Шепетовкой и Волочиском, а затем участвовал в освобождении Львова.
В 1944 году вступил в ВЛКСМ.
26 января 1945 года командир отделения 16-й гвардейской механизированной бригады гвардии сержант Виктор Разин при форсировании реки Одер в районе населённого пункта Кёбен (ныне Хобеня, Польша) в числе первых преодолел реку.
В. Е. Разин отличился также в боях на плацдарме на западном берегу реки Одер. Его отделение блокировало и уничтожило дот, препятствовавший продвижению наступавших советских воинов. Отделением под командованием гвардии сержанта В. Е. Разина были захвачены три станковых и два ручных пулемёта, уничтожено много гитлеровцев.
После окончания Великой Отечественной войны демобилизован.
Член КПСС с 1948 года. Окончил партийную школу в Калуге. Работал в Мосальском райкоме комсомола. В 1952 году окончил пожарно-техническое училище Министерства внутренних дел СССР.
В 1961 году окончил инженерный факультет Высшей школы Министерства внутренних дел РСФСР.
Жил в Киеве, работал заместителем начальника отдела управления пожарной охраны УВД Киевского облисполкома.
До 1982 года служил в органах внутренних дел. С 1982 года на пенсии, полковник внутренней службы в отставке. 
Скончался 22 января 1997 года. Похоронен в Киеве на Байковом кладбище.

## Награды
- Указом Президиума Верховного Совета СССР от 10 апреля 1945 года за умелое командование отделением и проявленные при этом мужество и героизм гвардии сержанту Виктору Ефимовичу Разину присвоено звание Героя Советского Союза с вручением ордена Ленина и медали «Золотая Звезда» (№ 8703).
- Награждён орденом Отечественной войны 1-й степени, орденом Красной Звезды и медалями, среди которых «За доблестный труд».